# Hoplitis zaianorum
Hoplitis zaianorum là một loài Hymenoptera trong họ Megachilidae. Loài này được Benoist mô tả khoa học năm 1927.